# Melasina spanioctenis
Melasina spanioctenis är en fjärilsart som beskrevs av Edward Meyrick 1930. Melasina spanioctenis ingår i släktet Melasina och familjen säckspinnare. Inga underarter finns listade i Catalogue of Life.